# Acanthocreagris lucifuga
Espèce
Synonymes
- Obisium lucifugum Simon, 1879

Acanthocreagris lucifuga est une espèce de pseudoscorpions de la famille des Neobisiidae.

## Distribution
Cette espèce est endémique de Provence-Alpes-Côte d'Azur en France. Elle se rencontre dans le Var près de Hyères dans la grotte d'Esparron.

## Description
Le mâle décrit par Heurtault en 1966 mesure 2,17 mm.

## Systématique et taxinomie
Cette espèce a été décrite sous le protonyme Obisium lucifugum par Simon en 1879. Elle est placée dans le genre Roncus par Beier en 1932 puis dans le genre Microcreagris par Heurtault en 1966 puis dans le genre Acanthocreagris par Mahnert en 1976.

## Publication originale
- Simon, 1879 : Les Ordres des Chernetes, Scorpiones et Opiliones. Les Arachnides de France, p. 1-332.